# Озерне (Байтерецький район)
Озе́рне (каз. Озерное) — село у складі Байтерецького району Західноказахстанської області Казахстану. Входить до складу Дар'їнського сільського округу.
У радянські часи село називалось Дяков.
Населення — 582 особи (2021; 717 у 2009, 756 у 1999, 777 у 1989).